# Chaty kryte strzechą
Chaty kryte strzechą (hol. Een groep huizen, ang. Thatched Cottages) – obraz Vincenta van Gogha namalowany w maju 1890 podczas pobytu artysty w miejscowości Auvers-sur-Oise.
Nr kat.: F 750, JH 1984.

## Historia i opis
Malowidło powstało kilka miesięcy przed śmiercią artysty, który wielokrotnie powtarzał motyw chłopskich chat:
Według mnie, najwspanialsze z rzeczy, które znam w dziedzinie architektury to chaty z ich dachami pokrytymi omszałą słomą i dymiącymi kominami
jak pisał w jednym ze swych listów.
21 maja 1890 o namalowanym obrazie pisał do brata Theo i jego żony Johanny:
Mam właśnie szkic starych, krytych słomą dachów z polem kwitnącego grochu i odrobiną pszenicy na pierwszym planie, z pagórkowatym tłem.
Obraz przedstawia domy w Auvers-sur-Oise. Nie ma na nim motywu pełnego udręki nieba, charakterystycznego dla obrazów malowanych na południu Francji. Widoczne są za to klarowne, czyste barwy, którymi odznaczało się lato na północy Francji. Pokryte słomą dachy wydają się być taką samą częścią natury jak wzgórza, pola i niebo. Wzgórza w oddali pozwoliły artyście podkreślić dynamikę przestrzeni i wzmocnienie jej poprzez zastosowanie kontrastowych barw. Faliste pociągnięcia pędzlem oddają jego sposób postrzegania życia i świata.